# Mosquée Sayyid Yahya Mourtouza
La mosquée Sayyid Yahya Mourtouza ( en azerbaïdjanais : Seyid Yəhya Murtuza məscidi ), ou Mosquée Hazrat Ali est une mosquée située à Bakou en Azerbaïdjan.

## Histoire
La mosquée Sayyid Yahya Mourtouza, située à Bakou, a été construite au XVIIe siècle. Il a été construit aux frais de Sayyid Yahya Mourtouza, qui était l'une des personnalités les plus influentes de son époque. Il a été enterré dans la cour de la mosquée après sa mort. À l'heure actuelle, sa tombe est située à côté de la porte d'entrée de la mosquée.
La mosquée a été placée sous la protection de l'État en tant que monument architectural de l'histoire et de la culture d'importance locale par ordre du Cabinet des ministres de la République d'Azerbaïdjan.

## Galerie

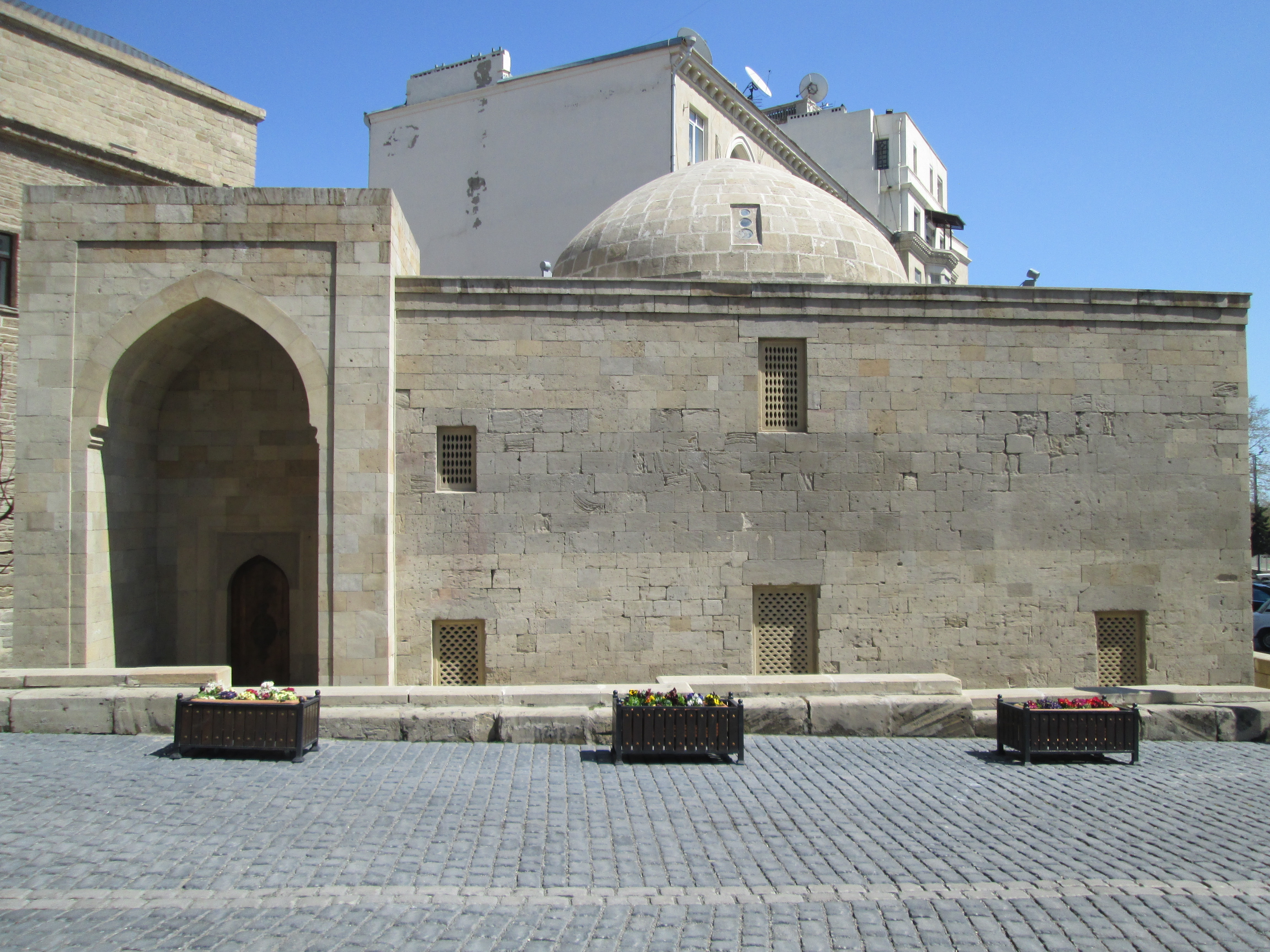
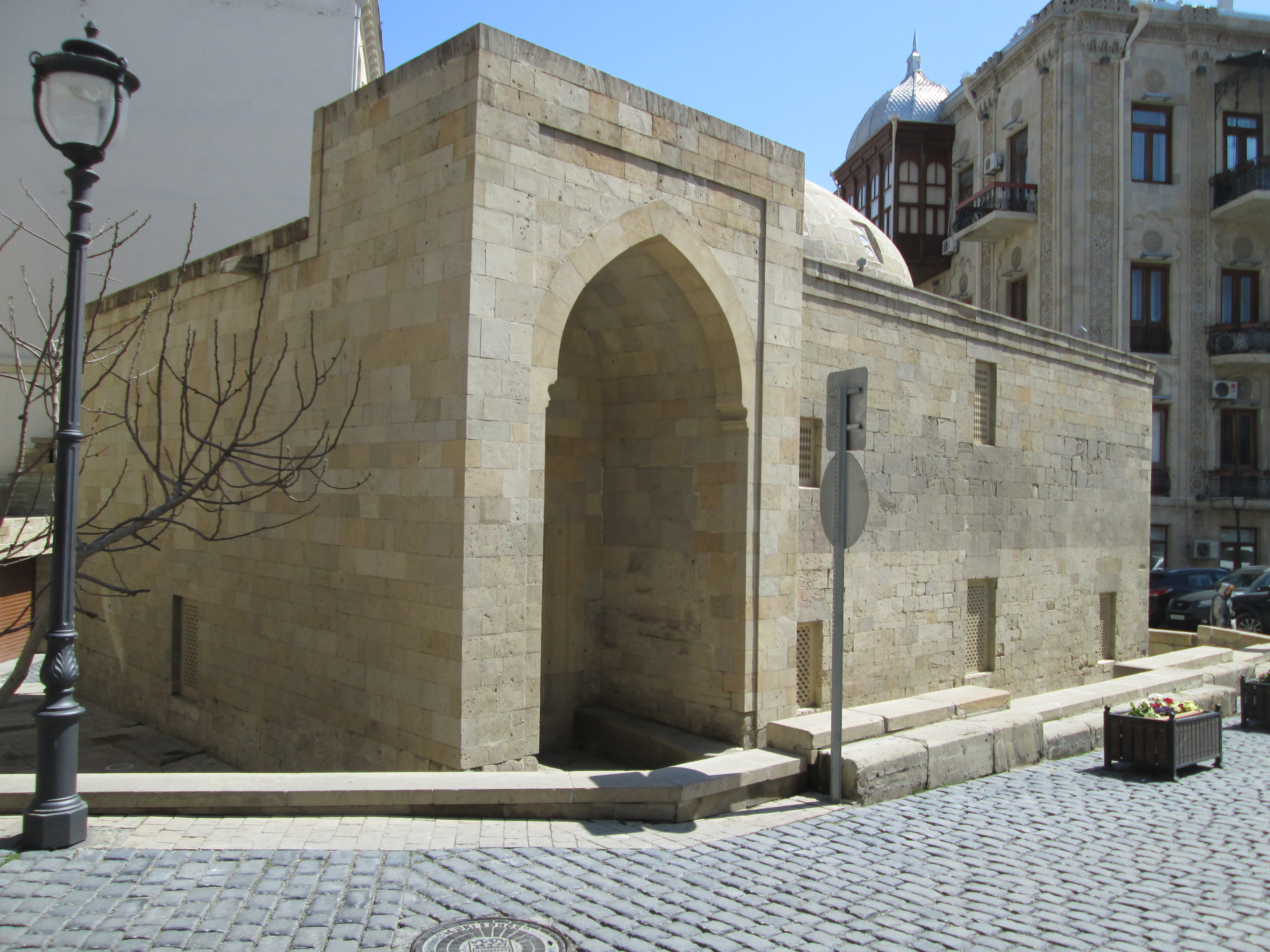
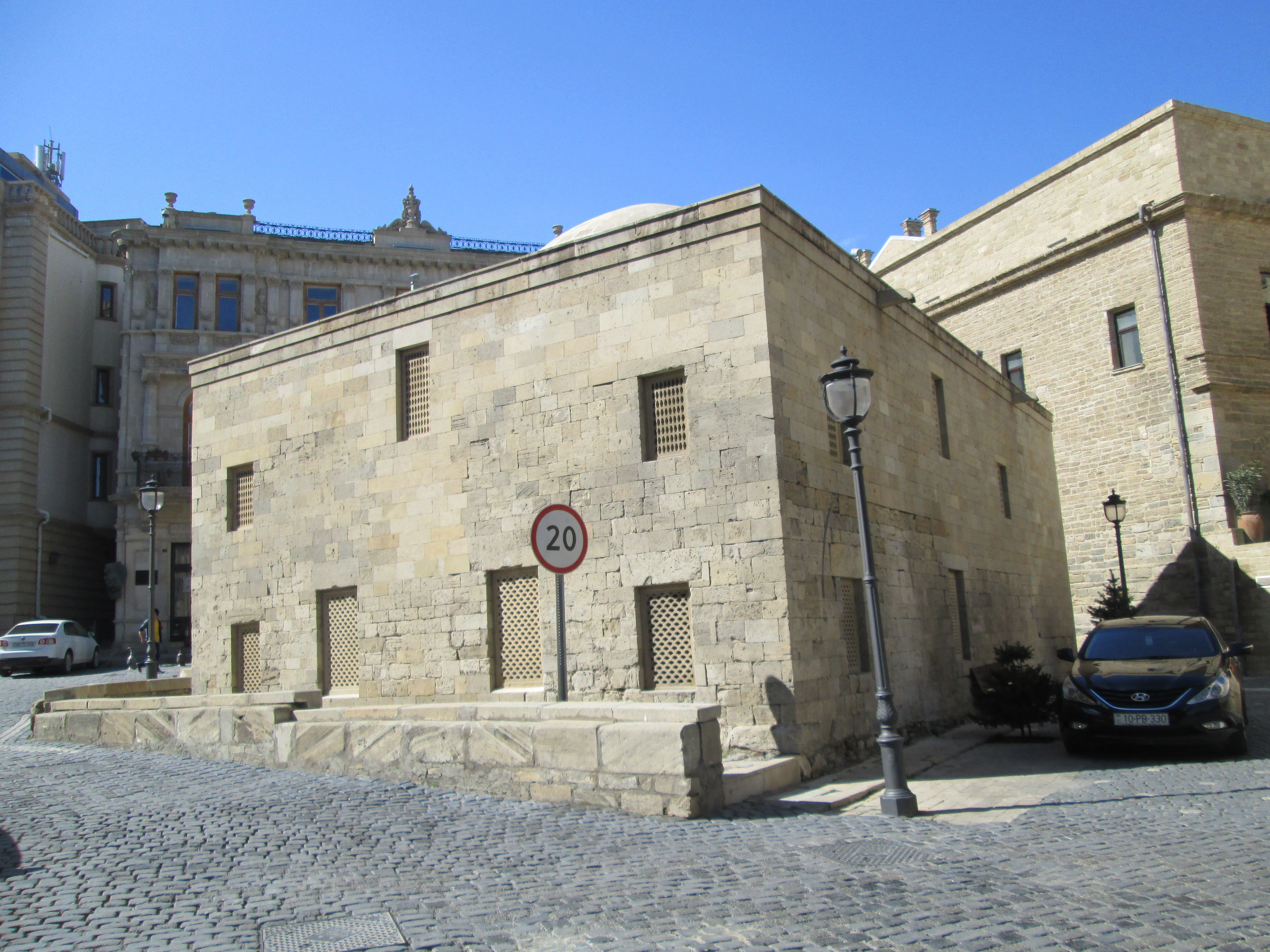
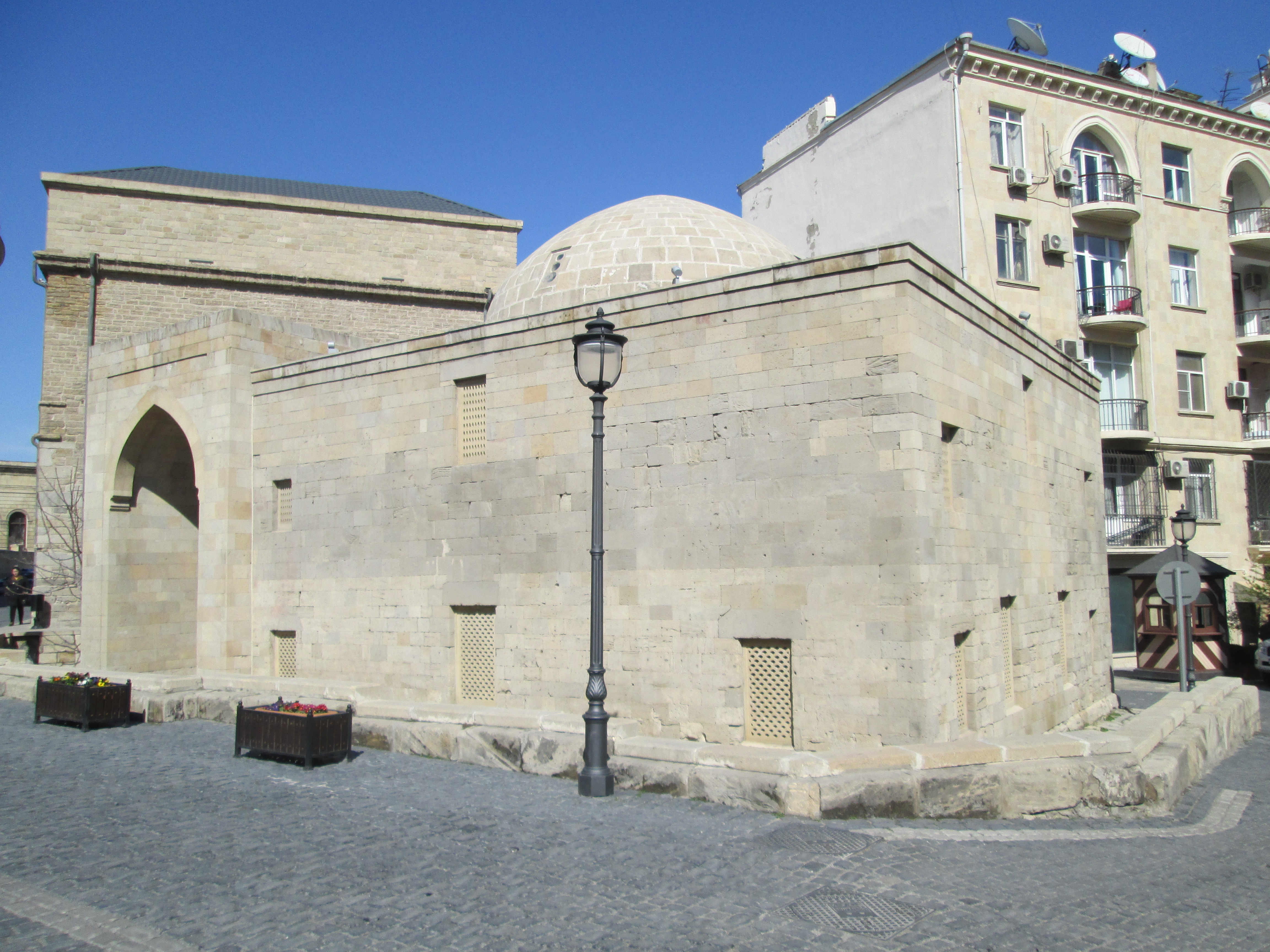
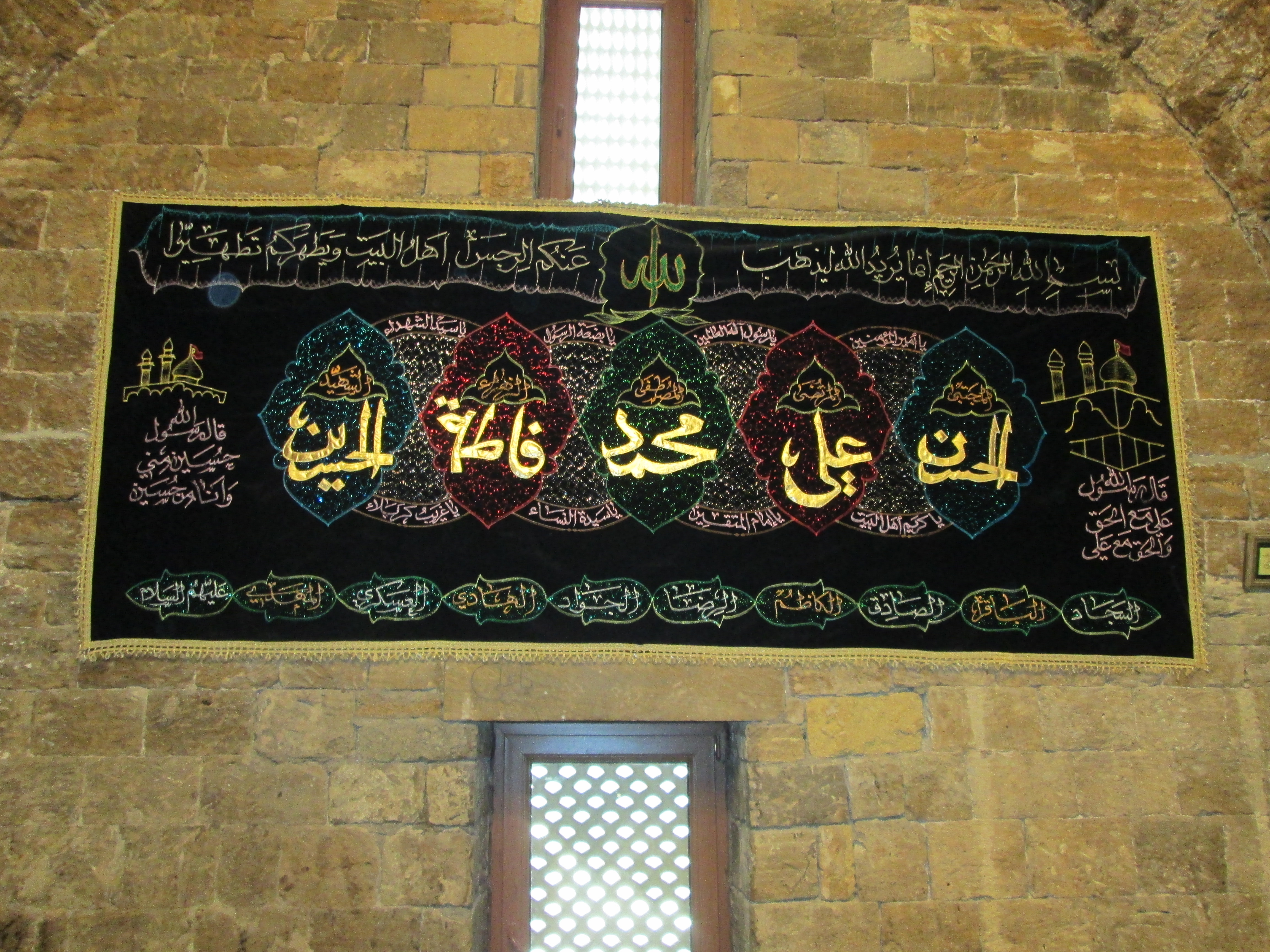